# Skarptjärnen (Rämmens socken, Värmland)
Skarptjärnen är en sjö i Filipstads kommun i Värmland och ingår i Göta älvs huvudavrinningsområde.